# Sphaerosporoceros adscendens
Sphaerosporoceros adscendens là một loài rêu trong họ Anthocerotaceae. Loài này được Lehm. & Lindenb. Hässel de Menéndez mô tả khoa học đầu tiên năm 1988.